# Соскиев, Владимир Борисович
Владимир Борисович Со́скиев (осет. Соскъити Бариси фурт Владимир; род. 14 января 1941, Сурх-Дигора, Северо-Осетинская АССР) — советский и российский скульптор.
Академик РАХ (2007; член-корреспондент 2001). Народный художник Республики Северная Осетия—Алания (2009). Член Союза художников СССР с 1976 года.

## Биография
Родился 14 января 1941 года в селе Сурх-Дигора в осетинской семье.
В 1973 году окончил Московский государственный академический художественный институт имени В. И. Сурикова (мастерская народного художника СССР, профессора П. И. Бондаренко).
Участвует в выставках с 1971 года. С 1976 года — член Союза художников СССР. В 1991 году ему была присвоена 1-я премия на Международной выставке «Триеннале скульптуры малых форм» (Будапешт), 1-я премия МОСХ за лучшие работы года. В 1992 году удостоен гран-при Международной выставки в городе Нанси (Франция).
Живёт и работает в Москве.

## Творчество
Среди известных работ скульптора — памятник Марине Цветаевой в городе Тарусе Калужской области (2006), памятник академику Пилюгину в Москве (2008), памятник Гайто Газданову в Париже, на кладбище Сент-Женевьев-де-Буа, памятник на могиле Михаила Жванецкого и другие. Автор памятников К. Л. Хетагурову, установленных в Санкт-Петербурге и Владикавказе. Одной из значимых работ Владимира Соскиева является памятник архимандриту Ипполиту (Халину), торжественно освящённый 18 июля 2018 года на территории Богоявленского Аланского женского монастыря в Северной Осетии.
Работы Соскиева находятся в Третьяковской галерее, Русском музее, Музей восточных культур, Музее нонконформизма, Национальной художественной галерее Болгарии, а также в частных коллекциях в России, Франции, Германии, Бельгии и Румынии.

## Галерея

Памятник А. С. Пушкину во Владикавказе. Создан в память о посещении поэтом города в 1829 году.
Памятник осетинскому поэту и просветителю К. Л. Хетагурову, Владикавказ
Памятник архимандриту Ипполиту (Халину), Богоявленский Аланский монастырь
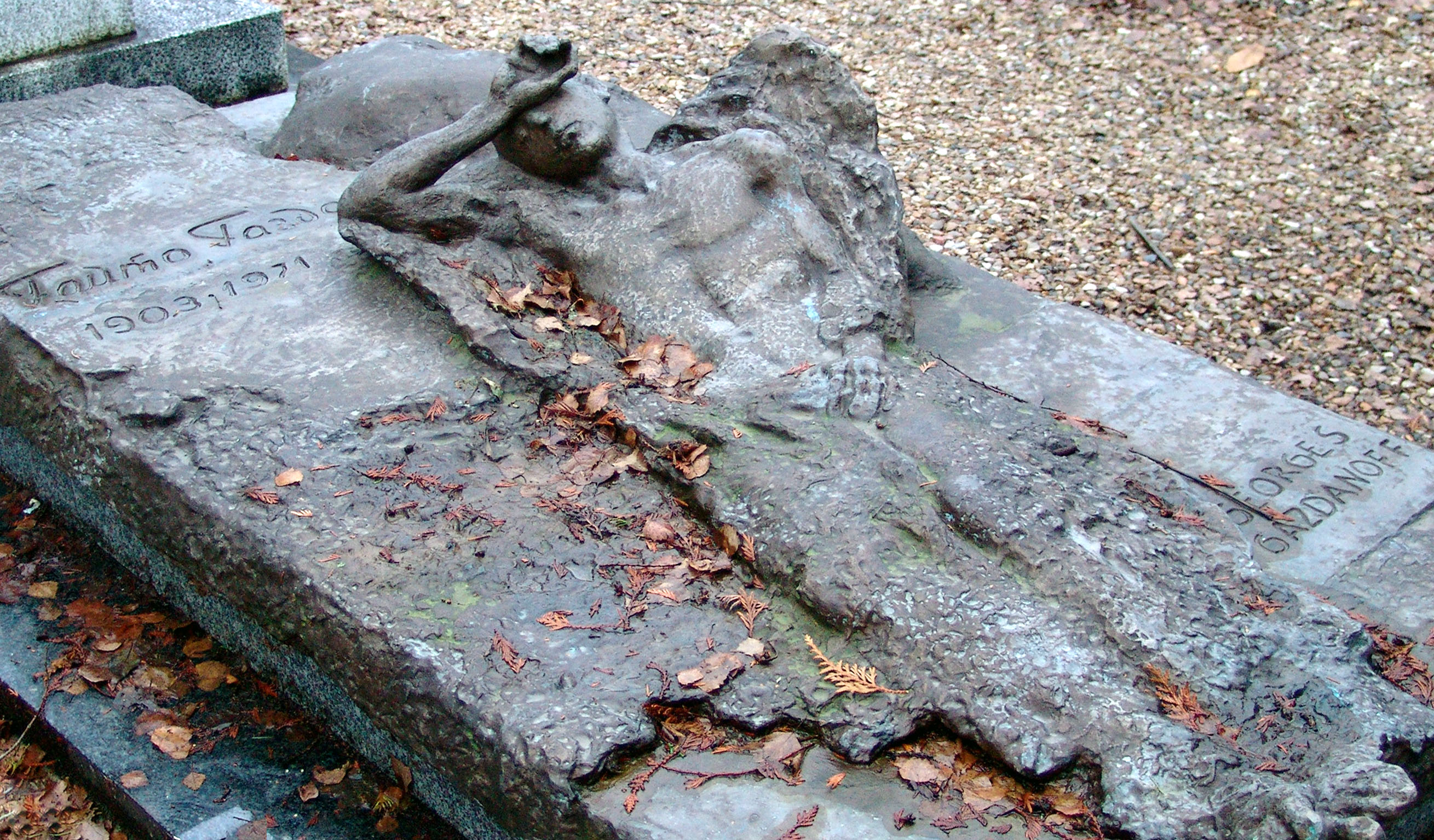
Памятник на могиле Гайто Газданова на кладбище Сент-Женевьев-де-Буа, Париж
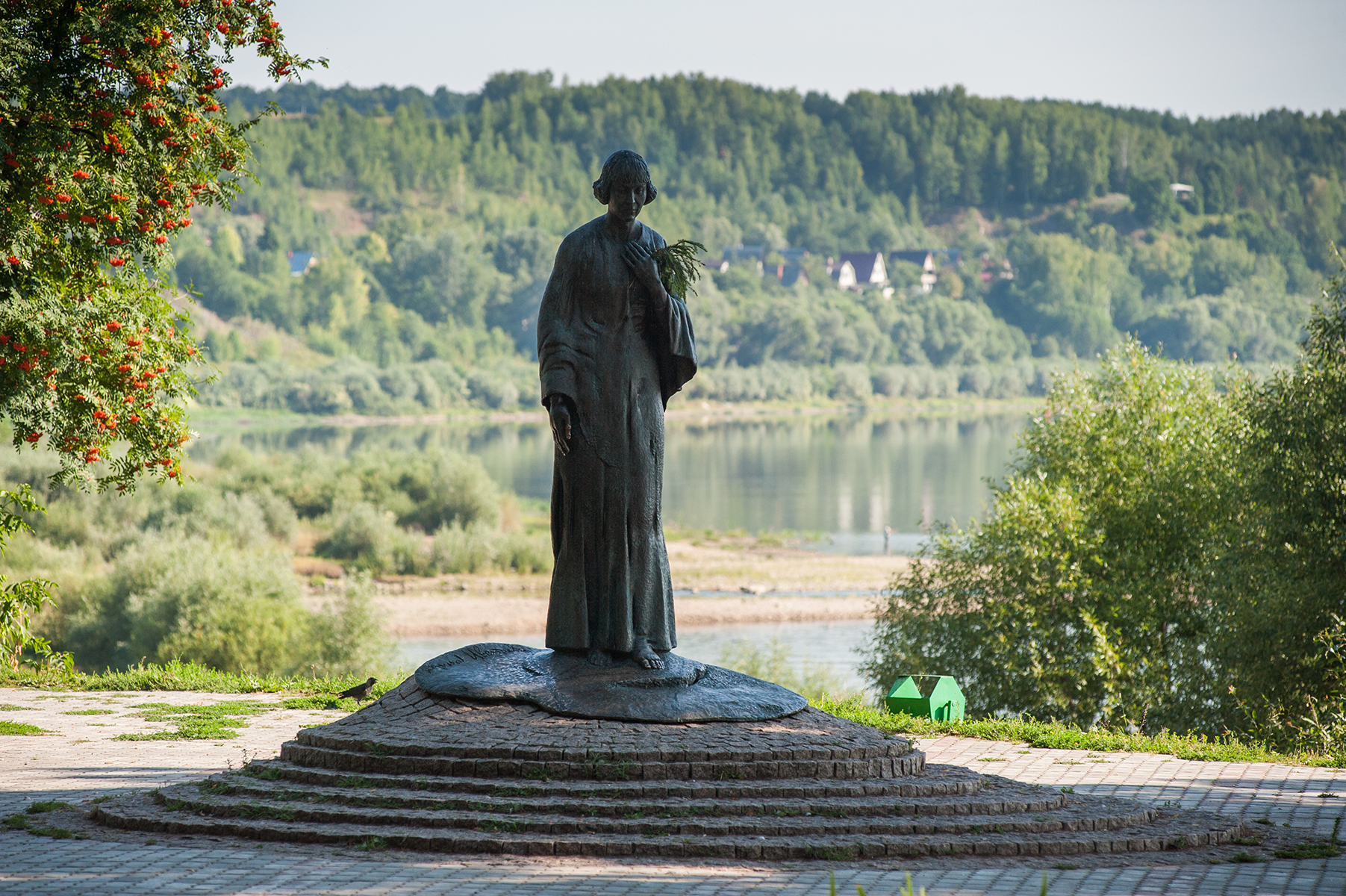
Памятник Марине Цветаевой, Таруса

## Награды и звания
- Действительный член Российской академии художеств (2007; член-корреспондент 2001).
- Медаль «Во славу Осетии» (2011)
- Премия Московского комсомола
- Народный художник РСО-Алания (2009)
- Серебряная медаль ВДНХ (1983)
- Золотая медаль РАХ (2004)
- Премия города Москвы в области литературы и искусства (2022) — за серию работ, представленную на персональной выставке в музее-заповеднике «Царицыно»[5]